# Amore senza tempo (film)
Amore senza tempo (Evolution's Child) è un film per la televisione statunitense del 1999 diretto da Jeffrey Reiner.

## Produzione
Il film fu prodotto da Great Falls Productions e Nightstar Productions e diretto da Jeffrey Reiner.

## Distribuzione
Il film fu trasmesso in televisione negli Stati Uniti nel 1999. È stato poi distribuito negli Stati Uniti in DVD nel 2010 dalla Universal Studios Home Entertainment.
Alcune delle uscite internazionali sono state:
- negli Stati Uniti il 22 ottobre 1999 (Evolution's Child)
- in Australia il 23 ottobre 2001
- in Italia il 25 ottobre 2005
- in Germania (Das Gen-Experiment)
- in Spagna (El hijo de la evolución)
- in Canada (L'étrange garçon)
- in Francia (L'enfant secret)
- in Finlandia (Menneisyyden lapsi)
- in Grecia (O anthropos apo to parelthon)

## Critica
Secondo MyMovies (Fantafilm) il film è uno "sconcertante cocktail di fantamedicina e di dramma psicologico". La colpa principale del film è quella di rendere banale un argomento come quello della procreazione assistita e della manipolazione genetica.